# Gadeer Mreeh
Gadeer Kamal-Mreeh (Arabisch: غدير كمال مريح, Hebreeuws: ר'דיר כמאל מריח ) (Daliyat al-Karmel, 21 juni 1984) is een Israëlische-Druus journalist en politica.
Kamal-Mreeh studeerde achtereenvolgens aan de Bar-Ilan Universiteit in Ramat Gan en de Universiteit van Haifa. In 2012 startte ze haar tv-carrière bij de Israeli Public Broadcasting Corporation (Kan) waar ze een Arabisch programma presenteerde. Als journaliste was Mreeh in februari 2017 de eerste niet-Joodse vrouw die op de Israëlische televisie het nieuws presenteerde.
Met Hosen L'Yisrael (Veerkracht), onderdeel van Kahol Lavan (Blauw-Wit, de kleuren van de Israëlische vlag), was Mreeh tijdens de Israëlische parlementsverkiezingen 2019 kandidaat-Knessetlid waarin Benny Gantz als lijsttrekker fungeerde. Mreeh werd het eerste vrouwelijke Druzische Knesset-lid. Nadat er wederom geen kabinet werd gevormd werden er opnieuw verkiezingen gehouden in maart 2020. Toen Hosen L'Yisrael toetrad tot het Kabinet besloot Kamal-Mreeh over te stappen naar Yesh Atid.

## Persoonlijk
Kamal-Mreeh is getrouwd en heeft twee zonen.